# Dux Libyarum
Il Dux Libyarum era il comandante di truppe limitanee di un settore del limes africano, nella diocesi d'Egitto. Suo diretto superiore era al tempo della Notitia dignitatum (nel 400 circa), il magister militum praesentalis I. Di questo comando militare non è pervenuta, però, alcuna indicazione diretta da parte della Notitia Dignitatum circa le reali disposizioni delle truppe di confine, come risulta dalla parte mancante in Oriente, XXX.

### Fonti primarie
- Notitia Dignitatum, Orien. XXX.

### Fonti storiografiche moderne
- J.Rodríguez González, Historia de las legiones Romanas, Madrid, 2003.
- A.K.Goldsworthy, Storia completa dellesercito romano, Modena 2007. ISBN 978-88-7940-306-1
- Y.Le Bohec, Armi e guerrieri di Roma antica. Da Diocleziano alla caduta dell'impero, Roma 2008. ISBN 978-88-430-4677-5